# Gürhan Gürsoy
Gürhan Gürsoy (* 24. September 1987 in Kardschali, Bulgarien) ist ein türkischer Fußballspieler.

## Vereinskarriere
Gürhan Gürsoy begann seine Karriere in der Jugend bei IFK Norrköping. Dort spielt bis zur Wintertransferperiode 2003. In dieser Zeit wechselte er zu Adanaspor. Beim damaligen Erstligisten spielte von Januar 2003 bis Mai 2004. 
Mit 17 Jahren gelang ihm sein Wechsel zu Fenerbahçe Istanbul ein sehr großer Schritt. Neben vielen Einsätzen in der zweiten Mannschaft von Fenerbahçe, spielte er in seinen zwei Jahren 12 Spiele in der Turkcell Süper Lig. Wegen der Vielzahl an Mittelfeldspieler in der Saison 2006/07 wurde Gürsoy an Sivasspor verliehen.
Für Sivasspor kam er wie in den Zeiten bei Adanaspor zu vielen Spielen und schoss in 20 Spielen zwei Tore. Nach anschließenden zwei Jahren bei Fenerbahce Istanbul, mit wenig Spielpraxis, wechselte er im Juni 2009 zu Antalyaspor.
Nachdem er die Spielzeit 2010/11 beim Drittligisten Bugsaş Spor verbracht hatte, wechselte er zur anstehenden Saison zum Zweitligisten Göztepe Izmir. Hier wurde sein Vertrag zum Saisonende 2011/12 aufgelöst.

## Nationalmannschaft
Gürsoy gelang bislang der Sprung in die türkische U-21-Mannschaft. Dort machte er sein erstes Spiel gegen die Schweiz. Die Nominierungen folgten in seiner Zeit als Leihgabe bei Sivasspor. 